# Wilkołek Unikowski
Wilkołek Unikowski est une localité polonaise de la gmina de Złoczew, située dans le powiat de Sieradz en voïvodie de Łódź.